# Ред бул арена (Лајпциг)
Ред бул арена, раније познат као Централни стадион, је фудбалски стадион у немачком граду Лајпциг. Домаћин стадиона је немачки фудбалски клуб РБ Лајпциг.

## Историја
На месту које сада краси Централни стадион некада се дизао двоструко већи спортски објекат. Отворен 1956. после 15 месеци изградње био је то највећи стадион у Немачкој и могао је да прими око 100 хиљада гледалаца.
Током деценија он је видео многе јкључне мечеве репрезентације Источне Немачке (9. маја 1971. СФРЈ победила 2:1 на том стадиону, пред 94.876 гледалаца) и славне Локомотиве (победник Интертото купа 1966. и финалиста Купа купова 21 годину касније). Током 90-их стање стадиона је бивало све лошије, док у октобру 1997. градске власти нису донеле радикалну одлуку.
Од децембра 2000. годијне до марта 2004. унутар зидина гигантског старог стадиона грашен је нови спектакуларни објекат, посвећен искључиво фудбалу. У њега су уграђени најнапреднији аудио-визуелни системи - осветљење је уграшено у кров, који може бити навучен у случају потребе, а акустика је најбоља у Немачкој.
Стадион је у јулу те године свечано отворио турнир на којем су учествовали Црвена звезда, Вердер Бремен, ФК Бриж и домаћин Заксен Лајпциг, члан регионалне лиге (мада је незванично отварање недовршеног објекта виђено 4 и по месеца раније у регионалној лиги, када су пред 28.995 гледалаца гостовали аматери Борусије Дортмунд).
Звезда је освојила тај турнир победама над Брижом и Вердером, наступајући са изузетно младом екипом, чију основу су чинили млади репрезентативци са европских шампионата 2004. и ове године. 
Централни стадион прима 44.199 гледалаца, али је због СП-а 2006. примио само 38.898 места. До самих трибина улази се специјално саграђеним мостовима дугим двадесетак метара, којима се пролази директно са капија старог стадиона. Комплетан спољни зид накадашњег стадиона јхе задржан, а бивше трибине покривине су у потпуности травом.

## Светско првенство 2006.
Наредних утакмица се одржало на овом стадиону:
| датум         | време | тим #1             | резултат  | тим #2       | група         | Гледалаца |
| ------------- | ----- | ------------------ | --------- | ------------ | ------------- | --------- |
| 11. јун 2006. | 21.00 | Србија и Црна Гора | 0-1       | Холандија    | Група Ц       | 37,216    |
| 14. јун 2006. | 15.00 | Шпанија            | 4-0       | Украјина     | Група Х       | 43.000    |
| 18. јун 2006. | 21.00 | Француска          | 1-1       | Јужна Кореја | Група Г       | 43.000    |
| 21. јун 2006. | 16.00 | Иран               | 1-1       | Ангола       | Група Д       | 38.000    |
| 24. јун 2006. | 21.00 | Аргентина          | 2:1 Прод. | Мексико      | Осмина финале | 43.000    |